# 牧野友香子
牧野 友香子（まきの ゆかこ、1988年 - ）は日本の起業家、経営者。難聴に関わるサポートを手がける株式会社デフサポ代表取締役を務める。2021年から株式会社マスドライバーの取締役を務める。

## 来歴
- 1988年、大阪府に生まれる。2歳のときに先天性の重度感音性難聴が判明。幼稚園から高校まで地域の学級で聴者とともに学ぶ。大阪府立天王寺高等学校を経て神戸大学発達科学部に進学。
- 大学卒業後の2011年、一般採用でソニー株式会社に入社し、7年間人事を担当。人事部で労務を担当するかたわら、ダイバーシティの新卒採用にも従事した。
- 2014年、50万人に1人の割合で発症する難病を持つ第一子を出産。これを契機に2017年7月21日、ソニー株式会社在職中に株式会社デフサポを立ち上げた。2018年3月にソニー株式会社を退職し、株式会社デフサポの活動に専念する[2][3][4][5]。
- 2022年11月に家族で渡米。

## 人物
- 補聴器を装用しているが、人の声はほぼ聞こえない。対面コミュニケーションの手段としては口話と読唇を用いる。音声の聞き取りはできないが、幼少期に話す訓練をしたことで発音が可能。口の形が全部見えなくても、顔を横にした状態でも相手の発言を理解することができる[2]。
- 配偶者は牧野徹郎[6]。2人の女児の母親。
- 生まれつき耳が聞こえないため、聞こえるようになりたいと強く思うことはないが、もしも1日だけ耳が聞こえるとしたら絶対に聞いてみたいのは、子どもや家族の声[7]。
- YoutubeやTwitterなどでは「ユカコ」名義を用いる。2020年に多くの人に難聴に興味を持ってもらう目的で開設した「デフサポちゃんねる」では、自身の体験や難聴に関連したトピックスについて語り、登録数は12万7,000人を超える（2023年6月現在）。

## 受賞歴
- フィッシュ・ファミリー財団 第5回 チャンピオン・オブ・チェンジ日本大賞 (2021年) [8]
- PERSOL Work-Style AWARD 2022 ダイバーシティ部門[9]